# Калькуляция
Калькуляция (от лат. calculatio — счёт, подсчёт) — определение затрат в стоимостной (денежной) форме на производство единицы или группы единиц изделий, или на отдельные виды производств. Калькуляция даёт возможность определить плановую или фактическую себестоимость объекта или изделия и является основой для их оценки. В строительных организациях оценка и калькуляция используется для объектов бухгалтерского учёта в денежном выражении. Калькуляция служит основой для определения средних издержек производства и установления себестоимости продукции.

## Определение
Согласно БСЭ калькуляция — это исчисление себестоимости единицы продукции или выполненной работы, показатель плана и отчёта по себестоимости, выражающий затраты предприятия в денежной форме на производство и реализацию единицы конкретного вида продукции/ выполненной единицы работ.

## Виды калькуляций
Калькуляция бывают следующих видов:
- плановая калькуляция — себестоимость, составленная на планируемый период на основе прогрессивных норм затрат труда и средств производства, отражающих дальнейший технический прогресс и улучшение организации производства и труда:
  - нормативная калькуляция — текущая плановая калькуляция, составленная нормативным методом учёта затрат по текущим, действующим нормам, характеризующих достигнутый уровень затрат;
  - проектная калькуляция — перспективная плановая калькуляция, необходимая для определения эффективности капитальных вложений и новой техники.
- отчётная калькуляция — себестоимость, исчисленная на основе данных учёта и характеризующая фактический уровень затрат.

## Методы калькуляции
Методы калькуляции — это методы расчёта издержек производства, себестоимости продукции, объёма незавершённого производства, основанные на калькуляции затрат. Различают простой, нормативный, позаказный, попередельный, попроцессный методы калькуляции.

### Нормативный метод калькуляции
Нормативный метод калькуляции — это метод исчисления себестоимости, применяемый на предприятиях с массовым, серийным и мелкосерийным характером производства и в других производствах. Обязательными условиями правильного применения нормативного метода калькуляции являются:
- составление нормативной калькуляции по действующим на начало месяца нормам;
- выявление отклонений фактических затрат от действующих норм в момент их возникновения;
- учёт изменений действующих норм;
- отражение изменений действующих норм в нормативных калькуляциях.

Действующими нормами называются такие, по которым производится в данное время отпуск материалов на рабочие места и оплата рабочим за выполненные работы.

### Позаказный метод калькуляции
Позаказный метод калькуляции — это метод исчисления себестоимости, применяемый на предприятиях, где производственные расходы учитывают по отдельным заказам на изделие или работу. Такими являются, главным образом, предприятия с индивидуальным и мелкосерийным типами производства.
В широком смысле заказ представляет одно или малую серию однородных изделий, учтённых таким образом, чтобы выделить эту продукцию среди других. Объектом учёта и калькулирования является заказ, которому присваивают номер. В более узком смысле под заказом понимают — «…сложное изделие (его агрегаты, узлы) в единичном производстве, небольшие партии одинаковых изделий в мелкосерийном производстве, а также отдельные виды работ (ремонтные, строительно-монтажные и др.)». Для учёта затрат на каждый заказ открывают отдельный аналитический счёт (карту) с указанием кода заказа, который проставляется во всех первичных документах. Производственные издержки агрегируются в аналитическом учёте в чётком соответствии с открытыми заказами. Таким образом, данный метод позволяет выделить издержки производства и индивидуализировать их по каждому калькулируемому объекту.
Применение позаказного метода калькулирования обосновано только тогда, когда соблюдены следующие условия: возможность выделить объект калькулирования на определённой стадии его создания и реализации; существует объективная необходимость получать данные не о средней, а об индивидуальной себестоимости объектов по каждому открытому заказу…

### Попередельный метод калькуляции
Попередельный метод калькуляции — это метод исчисления себестоимости, применяемый на предприятиях, где исходный материал в процессе производства проходит ряд переделов или где из одних исходных материалов в одном технологическом процессе получают различные виды продукции. Калькуляция себестоимости продукции попередельным методом может быть двух вариантов: полуфабрикатным и бесполуфабрикатным. При полуфабрикатном варианте исчисляют себестоимость продукции по каждому переделу, которая состоит из себестоимости предыдущего передела и расходов по данному переделу. Себестоимость продукции последнего передела является также и себестоимостью готовой продукции. При бесполуфабрикатном варианте исчисляется только себестоимость продукции последнего передела. При этом варианте затраты учитываются отдельно по каждому переделу без учёта себестоимости продукции предыдущих переделов. В себестоимость готовой продукции включаются все затраты на её производство по всем переделам. При попередельном методе калькуляции так же, как и при других методах, сначала определяют себестоимость всей продукции, а затем себестоимость её единицы. Себестоимость единицы продукции исчисляется различными способами в зависимости от особенностей технологического процесса.

### Попроцессный метод калькуляции
Попроцессный метод — это метод калькулирования себестоимости готовой продукции, при котором затраты учитываются в целом по каждому производственному процессу или отдельным стадиям общепроизводственного процесса.
Применение попроцессного метода характерно для производств, в которых готовая продукция создаётся в результате последовательной переработки исходного сырья в одном или нескольких технологических подразделениях. При этом результаты переработки сырья, которые появляются на промежуточных стадиях производственного процесса, не могут однозначно рассматриваться ни как готовая продукция, ни как полуфабрикаты (добывающая и текстильная промышленность, производство цемента, химволокна, пластмасс, лакокрасочных изделий и т. п.)